# 비상사태

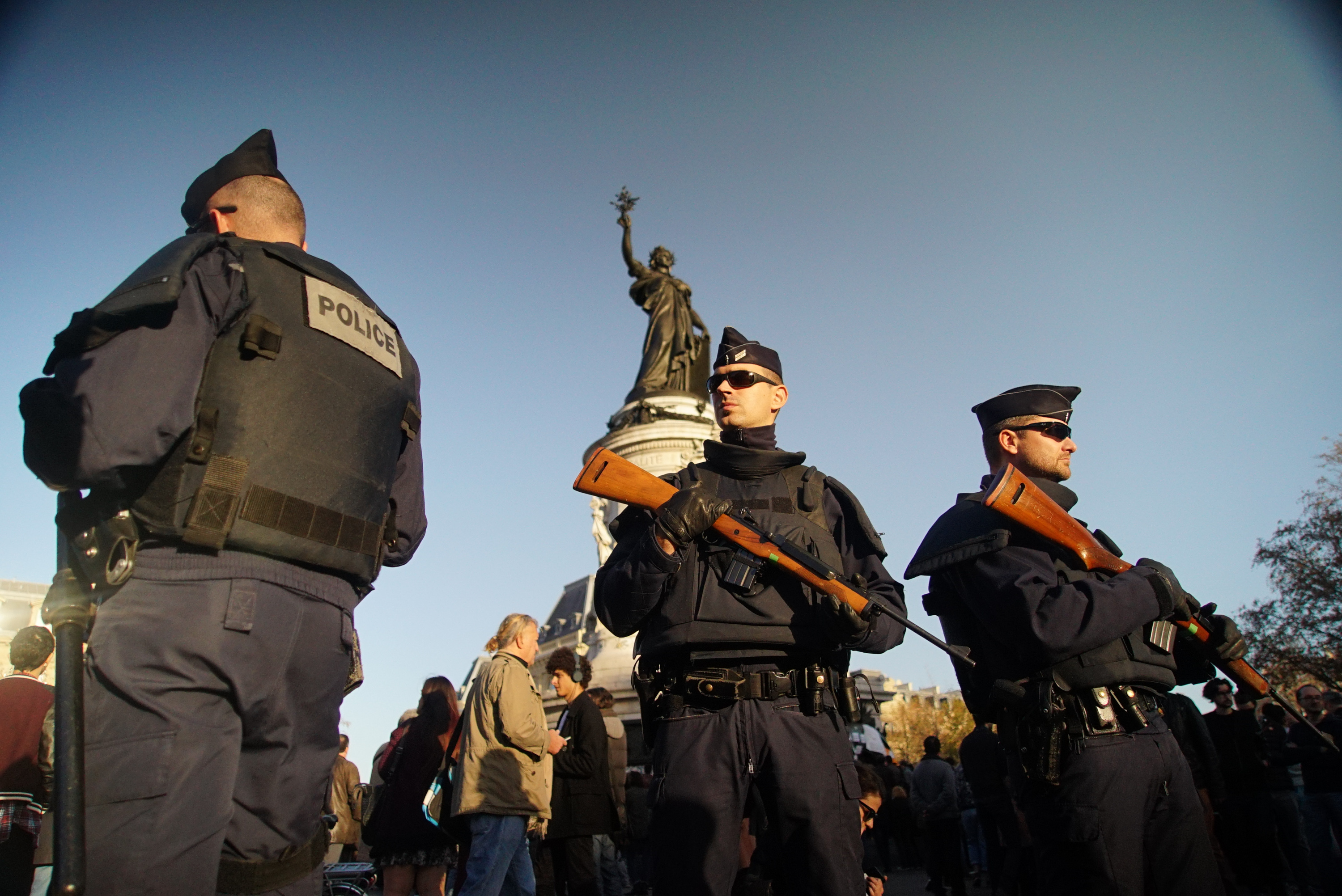

비상사태(非常事態)는 일반적으로 건강과 생명 및 재산 또는 환경에 위험한 상태를 말한다. 사태가 자연스럽게 완화가 되기를 기다리는 경우도 있지만, 해결 방법을 도모하기도 한다.

## 비상사태법
독일에서는 비상사태에 대비하기 위하여 1968년 6월에 비상사태법(非常事態法)을 제정하였으며 기본법(헌법) 개정법(비상사태 헌법이라고 불림)과 관련된 다섯 가지의 '단순비상사태법'을 전부 합쳐서 일컫는다. 기본법 개정법은 서신·통신의 비밀, 거주의 자유, 직업의 자유 등 시민생활에 직결된 24개 조항을 개정하여 비상사태가 발생할 때에는 즉각 대폭적인 제한을 가할 수 있게 한 것이다. 예를 들면 18세부터 60세까지의 남자와 18세부터 55세까지의 여자를 동원할 수 있다든지, 전신이나 전화의 도청(盜聽), 거주지구 자유 이전의 제한, 자동차 등의 징발, 연료 및 전력의 할당, 그리고 금융기관 등의 일시적 폐쇄조치와 암거래에 대한 벌금형 등이 포함된다.

## 같이 보기
- 적법절차
- 국제인도법
- 압수수색